# Burgy
Burgy ist eine französische Gemeinde im Département Saône-et-Loire in der Region Bourgogne-Franche-Comté (vor 2016 Bourgogne). Sie gehört zum Arrondissement Mâcon und zum Kanton Hurigny (bis 2015 Lugny). Die Gemeinde hat 114 Einwohner (Stand: 1. Januar 2022).

## Geografie
Burgy liegt etwa 17 Kilometer nördlich des Stadtzentrums von Mâcon. Umgeben wird Burgy von den Nachbargemeinden Lugny im Norden und Westen, Montbellet im Osten und Nordosten, Viré im Südosten sowie Péronne im Süden und Südwesten.
Die Gemeinde gehört zum Weinbaugebiet Bourgogne.

## Bevölkerungsentwicklung
| Jahr                      | 1962 | 1968 | 1975 | 1982 | 1990 | 1999 | 2006 | 2011 | 2016 |
| Einwohner                 | 135  | 118  | 115  | 98   | 98   | 90   | 102  | 109  | 119  |
| Quelle: Cassini und INSEE |      |      |      |      |      |      |      |      |      |

## Sehenswürdigkeiten
- Kirche Saint-Jean-Baptiste aus dem 12. Jahrhundert, seit 1979 Monument historique
- Pieta von Burgy, seit 1932 Monument historique

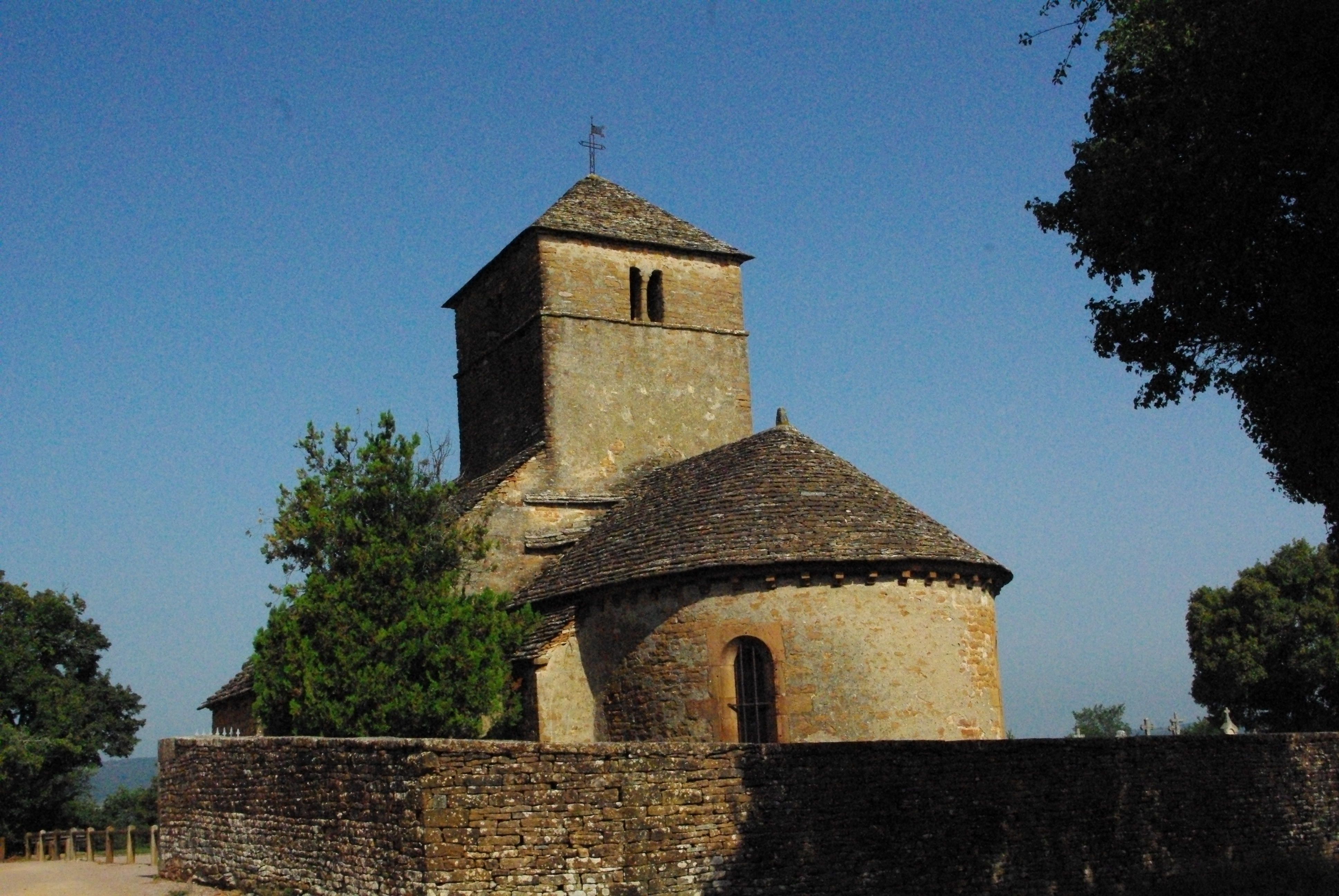
Kirche Saint-Jean-Baptiste
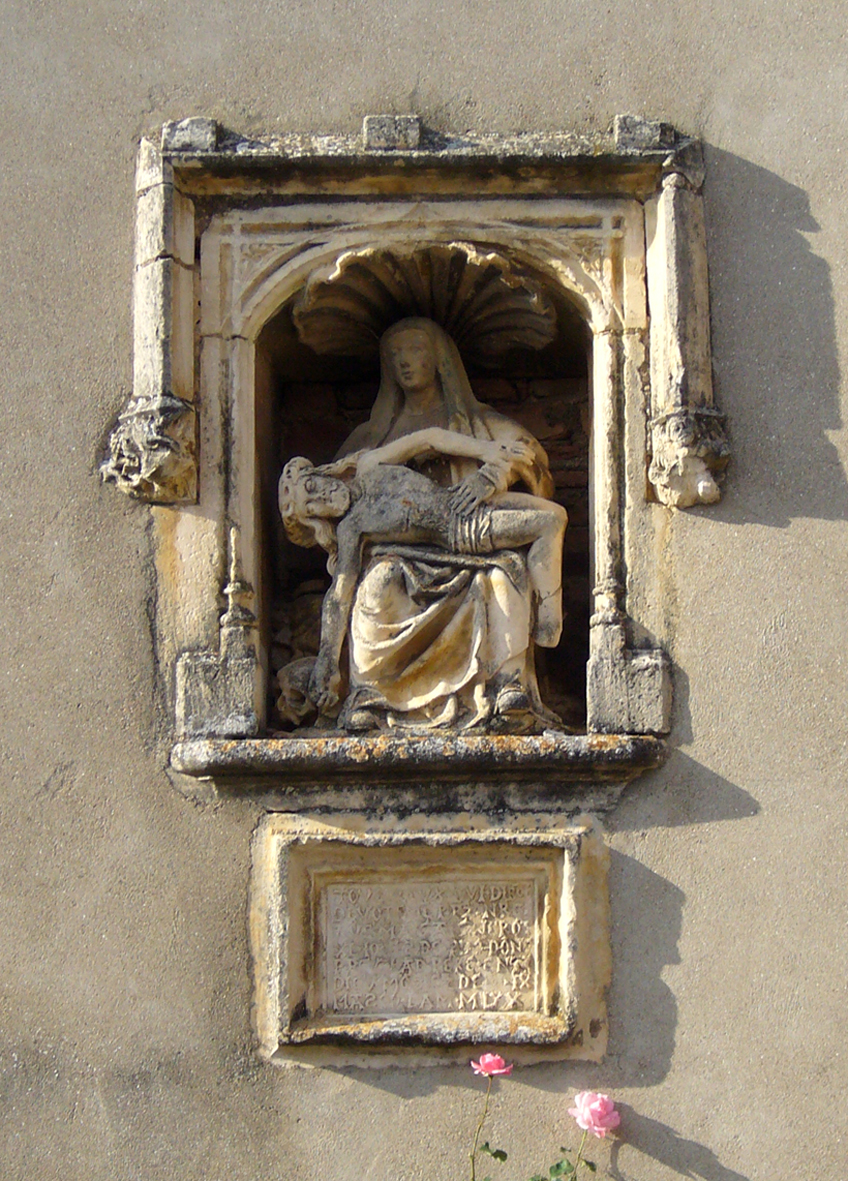
Pieta von Burgy